# Preu strike
El preu strike o preu d'exercici (de l'anglès: strike price) és el preu al qual es pot exercir una opció. És a dir, és el preu pactat al qual pot ser transaccionat (comprat / venut) l'actiu subjacent si el posseïdor d'una opció exerceix el seu dret abans del seu venciment. Seria l'equivalent al preu forward d'un futur (finances).
Una opció call dona dret al posseïdor a comprar l'actiu subjacent al preu strike, i una opció put dona dret al posseïdor a vendre l'actiu subjacent al preu strike. Si el preu spot ha ultrapassat el punt mort el posseïdor de l'opció exercirà l'opció amb beneficis; si el preu spot es troba en zona premium (entre l'strike i el punt mort), tan sols recuperarà una part de la prima de l'opció, però no la perdrà tota. Si l'opció es troba out-of-the-money el posseïdor no l'exercirà i perdrà tot l'import de la prima.
Les institucions financeres que emeten opcions o covered warrants (el mercats de valors i els bancs) decideixen els preus strike de les noves emissions d'opcions en funció del preu spot del subjacent així com de l'oferta actual d'opcions existent al mercat. Per exemple si una acció té un preu spot de 52.50 €, el mercat de valors pot emetre una nova sèrie d'opcions amb preu strike a 40 €, 50 €, 55 € i 65 €, per bé que si ja n'existissin a aquests strikes no en crearia de noves.
El preu strike, en relació al preu spot, és el que determina el valor intrínsec d'una opció, que conjuntament amb el valor temporal forma el preu total de l'opció, la prima.